# Sphaerodactylus underwoodi
Sphaerodactylus underwoodi är en ödleart som beskrevs av  Schwartz 1968. Sphaerodactylus underwoodi ingår i släktet Sphaerodactylus och familjen geckoödlor. Inga underarter finns listade i Catalogue of Life.